# فیلمی کوتاه درباره عشق
فیلمی کوتاه دربارهٔ عشق (به لهستانی: Krótki film o miłości) فیلمی لهستانی به کارگردانی کریشتوف کیشلوفسکی محصول سال ۱۹۸۸ است.

## داستان فیلم
«تومک» (لوباشنکو)، جوان نوزده سالهٔ یتیمی است که دل‌باختهٔ «ماگدانا» (شاپولوفسکا)، همسایهٔ سی سالهٔ آپارتمان ساختمان روبه‌روی خانه‌اش می‌شود. او هر شب با تلسکوپ او را دید می‌زند و به «ماگدالنا» تلفن می‌کند ولی حرف نمی‌زند. «تومک» که در ادارهٔ پست کار می‌کند، رسیدهای جعلی برای «ماگدالنا» می‌فرستد تا او را از نزدیک ببیند و برای شنیدن صدای او بطری‌های شیر را پشت در آپارتمان او می‌گذارد. تا اینکه سرانجام این دو یکدیگر را ملاقات می‌کنند و «تومک» به او می‌گوید که دوستت دارم. «ماگدالنا» متحیر می‌شود، زیرا مدت‌هاست اعتقادش را به عشق از دست داده‌است. «ماگدانا» «تومک» را به آپارتمانش دعوت می‌کند ولی «تومک» ناتوان از برقراری رابطه با «ماگدالنا»، فرار می‌کند، خود را در خانه‌اش حبس می‌کند و با بریدن رگ دستش، خودکشی می‌کند اما نجات می‌یابد. در مدتی که «تومک» در بیمارستان بود، «ماگدالنا» متحول می‌شود و به‌دنبال او می‌گردد. قیم «تومک» اجازهٔ برقراری ارتباط به آن‌ها را نمی‌دهد و نمی‌خواهد «تومک» با «ماگدالنا» روبه‌رو شود. حالا این «ماگدالنا» است که هر شب با دوربین، آپارتمان «تومک» را نگاه می‌کند.